# Adriana Villagrán
Adriana Villagrán (* 7. August 1956 in Buenos Aires) ist eine ehemalige argentinische Tennisspielerin.

## Karriere
Ihr größter Erfolg war das Erreichen des Doppelfinals der French Open 1980, das sie an der Seite von Ivanna Madruga gegen Kathy Jordan/Anne Smith mit 1:6 und 0:6 verlor.
Von 1979 und 1985 spielte sie für die argentinische Fed-Cup-Mannschaft. Von ihren 17 Partien konnte sie sieben gewinnen.

## Grand-Slam-Finale
| Nr. | Datum     | Turnier     | Kategorie  | Belag | Partnerin      | Turniersiegerinnen      | Ergebnis |
| --- | --------- | ----------- | ---------- | ----- | -------------- | ----------------------- | -------- |
| 1.  | Juni 1980 | French Open | Grand Slam | Sand  | Ivanna Madruga | Kathy Jordan Anne Smith | 1:6, 0:6 |